# Wallace (Louisiana)
Wallace is een plaats (census-designated place) in de Amerikaanse staat Louisiana, en valt bestuurlijk gezien onder St. John the Baptist Parish.

## Demografie
Bij de volkstelling in 2000 werd het aantal inwoners vastgesteld op 570.

## Geografie
Volgens het United States Census Bureau beslaat de plaats een oppervlakte van
19,6 km², waarvan 16,9 km² land en 2,7 km² water.

## Geboren
- Maurice Schexnayder (1895-1981), bisschop
- Cousin Joe (1907-1989), jazz- en blueszanger

## Plaatsen in de nabije omgeving
De onderstaande figuur toont nabijgelegen plaatsen in een straal van 12 km rond Wallace.